# The Voyeurs
Pour plus de détails, voir Fiche technique et Distribution.
The Voyeurs est un thriller érotique américain réalisé par Michael Mohan, sorti en 2021 sur le service Prime Video.
Le film suit Pippa et Thomas, un jeune couple, qui emménagent ensemble dans le même appartement. Un soir, ils observent leurs voisins, un couple également, en train de faire l'amour. Ils commencent alors à développer une obsession pour leurs voisins et leur vie sexuelle, notamment pour celle du mari, qui enchaîne les infidélités. Un jour, la voisine prend rendez-vous dans le centre ophtalmologique où Pippa travaille. Les deux femmes commencent à sympathiser, ce qui renforce rapidement l'obsession de Pippa pour ses voisins.

## Synopsis
Un jeune couple, Pippa et Thomas, emménagent ensemble dans leur premier appartement à Montréal. Ils se rendent vite compte que leurs fenêtres donnent directement sur l'appartement d'en face, où un homme travaillant dans un studio professionnel prend des photos d'une femme. Regardant le couple faire l'amour, ils s'amusent en leur donnant les pseudonymes de Margot et Brent.
Pippa, qui travaille comme stagiaire en optométrie à L'Optique, reçoit une mangeoire à oiseaux de son patron comme cadeau de pendaison de crémaillère. Pippa achète une paire de jumelles pour qu'elle et Thomas puissent continuer d'observer le couple. Ils voient souvent « Brent » coucher avec plusieurs mannequins alors que « Margot » est absente.
Pippa exprime son intérêt à savoir ce que disent les voisins. Thomas lui dit qu'il existe un moyen d'écouter une autre pièce grâce à l'aide d'un pointeur laser ; le processus nécessitant une surface réfléchissante pour leur renvoyer le faisceau laser. Lorsque "Brent" et "Margot" organisent une fête costumée d'Halloween dans leur appartement, Pippa et Thomas se faufilent en se faisant passer pour des invités. Pippa plante un miroir dans l'appartement, lui permettant plus tard, ainsi qu'à Thomas, d'écouter leurs conversations. Ils sont troublés d'entendre « Margot » confronter « Brent » à propos de son adultère. Celui-ci attaque "Margot" et la réprimande pour ses soupçons.
Le lendemain, "Margot", de son vrai nom Julia, se rend à L'Optique où elle passe un examen de la vue par Pippa et commande une nouvelle paire de lunettes recommandée par celle-ci. Peu après, Julia invite Pippa à passer un moment avec elle. Pippa veut avertir Julia de l'adultère de « Brent », mais Thomas insiste pour qu'elle cesse d'espionner les voisins. Plus tard, Pippa et Julia se retrouvent dans un spa. Julia révèle que son mari s'appelle Sebastian, ou Seb, et qu'il est un photographe bien connu.
Pippa observe Seb faire un plan à trois avec deux autres femmes et jeter ensuite un préservatif. Elle découvre plus tard comment accéder à l'imprimante sans fil de Julia et Seb, qu'elle utilise pour exposer anonymement les infidélités de Seb à Julia, mentionnant le préservatif comme preuve. Thomas confronte avec colère Pippa à propos de son obsession dans la vie de Julia et Seb. Le lendemain matin, Pippa s'excuse auprès de Thomas et promet d'arrêter de surveiller les voisins. Cependant, ils voient Seb découvrir le corps de Julia dans la salle de bain, après qu'elle s'est apparemment tranchée la gorge. Furieux contre Pippa et la tenant responsable pour la mort de Julia, Thomas rompt avec elle et quitte l'appartement.
Bien que le cœur brisé, Pippa continue de surveiller Seb et décide un soir de le suivre dans un pub voisin. Seb la rejoint à sa table et ils discutent. Il lui demande de le laisser la photographier dans son appartement, ce qu'elle accepte. Seb convainc Pippa de poser nue pour lui, et ils finissent par faire l'amour. De retour chez lui, Thomas consomme une partie d'une boisson que Pippa a laissée dans le réfrigérateur et verse le reste dans sa mangeoire à oiseaux. Il remarque Pippa en train de coucher avec Seb de l'autre côté de la rue. Le lendemain matin, Pippa découvre horrifiée Thomas mort dans leur appartement, s'étant apparemment pendu.
Pippa et son amie Ari assistent à l'exposition de Seb, qui s'avère être une collaboration avec Julia qui, à la stupeur de Pippa, est toujours en vie. Pippa et Thomas se révèlent être les sujets de l'exposition. Seb et Julia révèlent qu'ils sont propriétaires de l'appartement loué par Pippa et Thomas, dont le bail comportait une clause stipulant qu'ils consentaient à être photographiés, et qu'ils savaient qu'ils étaient surveillés. Révoltée et humiliée, Pippa fuit les lieux. Elle décide de quitter l'appartement et remarque la présence d'oiseaux morts sur une grille juste en dessous de sa mangeoire à oiseaux.
À la suite d'une interview faisant la promotion de leur exposition, Seb et Julia rentrent chez eux et découvrent, surpris, une bouteille de vin de félicitations devant leur porte. Pendant qu'ils boivent le vin, Pippa envoie un message à leur imprimeur disant qu'elle sait qu'ils ont assassiné Thomas. Après avoir conduit Seb et Julia à L'Optique, Pippa en déduit que pendant qu'elle faisait l'amour avec Seb, Julia s'est introduite dans son appartement, a empoisonné la boisson de Thomas et l'a pendu au bout d'une corde pour faire croire à un suicide. Pippa révèle également qu'elle a drogué leur vin, provoquant l'évanouissement de Julia et Seb. Pippa place les deux amants sous une machine afin de brûler leurs cornées.
Un nouveau couple a emménagé dans l'ancien appartement de Pippa et Thomas. Ils observent Seb et Julia dans leur appartement, tous deux désormais aveugles. Pippa observe Seb et Julia depuis le toit, avant de laisser ses jumelles derrière elle et quitter les lieux.

## Fiche technique
Sauf indication contraire, les informations mentionnées dans cette section peuvent être confirmées par la base de données cinématographiques IMDb,  présente dans la section « Liens externes ».
- Titre original : The Voyeurs
- Réalisation : Michael Mohan
- Scénario : Michael Mohan
- Direction artistique : Frédéric Berthiaume-Gabbino et Marie-Soleil Dénommé
- Décors : Adam Reamer
- Costumes : Romy Itzigsohn
- Photographie : Elisha Christian
- Montage : Christian Masini
- Musique : Will Bates
- Production : Greg Gilreath et Adam Hendricks
  - Producteurs délégués : Zac Locke et François Sylvestre
- Sociétés de production : Divide/Conquer
- Société de distribution : Amazon Studios
- Pays d'origine :  États-Unis
- Langue originale : anglais
- Format : couleur
- Genre : Thriller érotique
- Durée : 116 minutes
- Dates de sortie : 
  -  10 septembre 2021 sur Prime Video
- Classification :
  - États-Unis : R - Restricted (Interdit aux moins de 17 ans non accompagné d'un adulte)

## Distribution
- Sydney Sweeney (VF : Marie Tirmont) : Pippa
- Justice Smith (VF : Baptiste Marc) : Thomas
- Ben Hardy (VF : Gauthier Battoue) : Sebastian Jacobs
- Natasha Liu Bordizzo (VF : Elisabeth Ventura) : Julia
- Katharine King So : Ari
- Cameo Adele : Joni
- Jean Yoon (en) : Dr Sato
- André-Luc Tessier et Noah Parker : les nouveaux locataires

## Production

### Développement et distribution des rôles
En septembre 2019, il est dévoilé que Michael Mohan réalisera The Voyeurs, un film basé sur son propre scénario avec Greg Gilreath et Adam Hendricks à la production via leurs société Divide/Conquer. Il est également annoncé que Amazon Studios distribuera le film sur son service Prime Video.
En novembre 2019, il est annoncé que Sydney Sweeney, Justice Smith, Ben Hardy et Natasha Liu Bordizzo seront les acteurs principaux du film.

### Tournage
Le tournage s'est déroulé à Montréal, dans la province de Québec au Canada. Il a commencé le 28 octobre et s'est terminé le 6 décembre 2019.

### Musique
En août 2021, il est annoncé que Will Bates composera la musique du film.